# Frances Dafoe
Frances Helen Dafoe, CM, O.Ont (* 17. Januar 1929 in Toronto, Ontario; † 23. September 2016) war eine kanadische Eiskunstläuferin, die im Paarlauf startete.
Dafoes Eislaufpartner war Norris Bowden. Das Paar gewann von 1952 bis 1955 vier kanadische Meistertitel. Von 1952 bis 1956 nahmen sie an Weltmeisterschaften teil. 1953 und 1956 wurden sie Vizeweltmeister und 1954 in Oslo und 1955 in Wien Weltmeister. Es waren die ersten Weltmeistertitel für Kanada im Paarlauf. Bei den Olympischen Winterspielen 1956 in Cortina d’Ampezzo errangen Dafoe und Bowden die Silbermedaille. Dabei unterlagen sie knapp und äußerst umstritten den Österreichern Sissy Schwarz und Kurt Oppelt.
Dafoe und Bowden zeigten als erstes Paar Drehhebungen und Wurfsprünge.
Dafoe wurde mit Bowden 1952 auch im Eistanz kanadische Meisterin.
Nach dem Ende ihrer Wettkampfkarriere arbeitete sie als Kostümbildnerin. Sie entwarf unter anderem die Kostüme für die Abschlussfeier der Olympischen Spiele 1988 in Calgary. Dafoe blieb dem Eiskunstlauf außerdem als Punktrichterin erhalten.

## Ergebnisse

### Paarlauf
(mit Norris Bowden)
| Wettbewerb / Jahr          | 1951 | 1952 | 1953 | 1954 | 1955 | 1956 |
| -------------------------- | ---- | ---- | ---- | ---- | ---- | ---- |
| Olympische Winterspiele    |      | 5.   |      |      |      | 2.   |
| Weltmeisterschaften        |      | 4.   | 2.   | 1.   | 1.   | 2.   |
| Kanadische Meisterschaften | 2.   | 1.   | 1.   | 1.   | 1.   |      |